# SH-60海鷹直升機
SH-60海鷹（SH-60 Seahawk）是塞考斯基（Sikorsky）所開發生產的一款雙渦輪軸引擎旋翼中型軍用直升機。此款直昇機具有特別針對海洋環境強化的設計，主要用於反潛任務，後期版本具備發射反艦飛彈的能力。

## 歷史
1970年代末美軍尋求一種海上軍用直升機以替代老化的卡曼SH-2海妖直昇機，原本考慮陸軍所使用的UH-60黑鷹式（Blackhawk），然而黑鷹直升機並沒有足夠空間裝載SH-2上的LAMPS Mk II聲納套件，這會使得新直升機的功能反而低於舊機。不過美國海軍修改了陸軍在競標新型通用直升機的規範讓波音-伏托與賽考斯基團隊在海軍通用直升機團隊競標，兩間團隊在1977年4月各自提出修正後海上通用直升機版本。
除了兩間主要競標廠商，海軍另外研究了德國MBB、卡曼航太、英國韋斯特蘭公司等已經服役的海用直升機，但是研究結論認為這些機種太小；在1978年，海軍擇定賽考斯基方案得標，海軍型通用直升機重新命名為SH-60海鷹。

## 用途
經過數十年的發展以及美國軍力轉型，SH-60的機能也逐步強化，目前SH-60系列佈署在從巡防艦到航空母艦的各式船隻上。執行反潛作戰（anti-submarine warfare, ASW）、反艦作戰（Anti-surface warfare, ASUW）、海軍特種作戰（naval special warfare, NSW）、搜索及拯救（search and rescue, SAR）、戰鬥搜索拯救（combat search and rescue, CSAR）、垂直整補（Vertical replenishment, VERTREP)、醫療後送（ medical evacuation, MEDEVAC）等任務，為美國海軍與其盟邦重要的多功能旋翼機型。

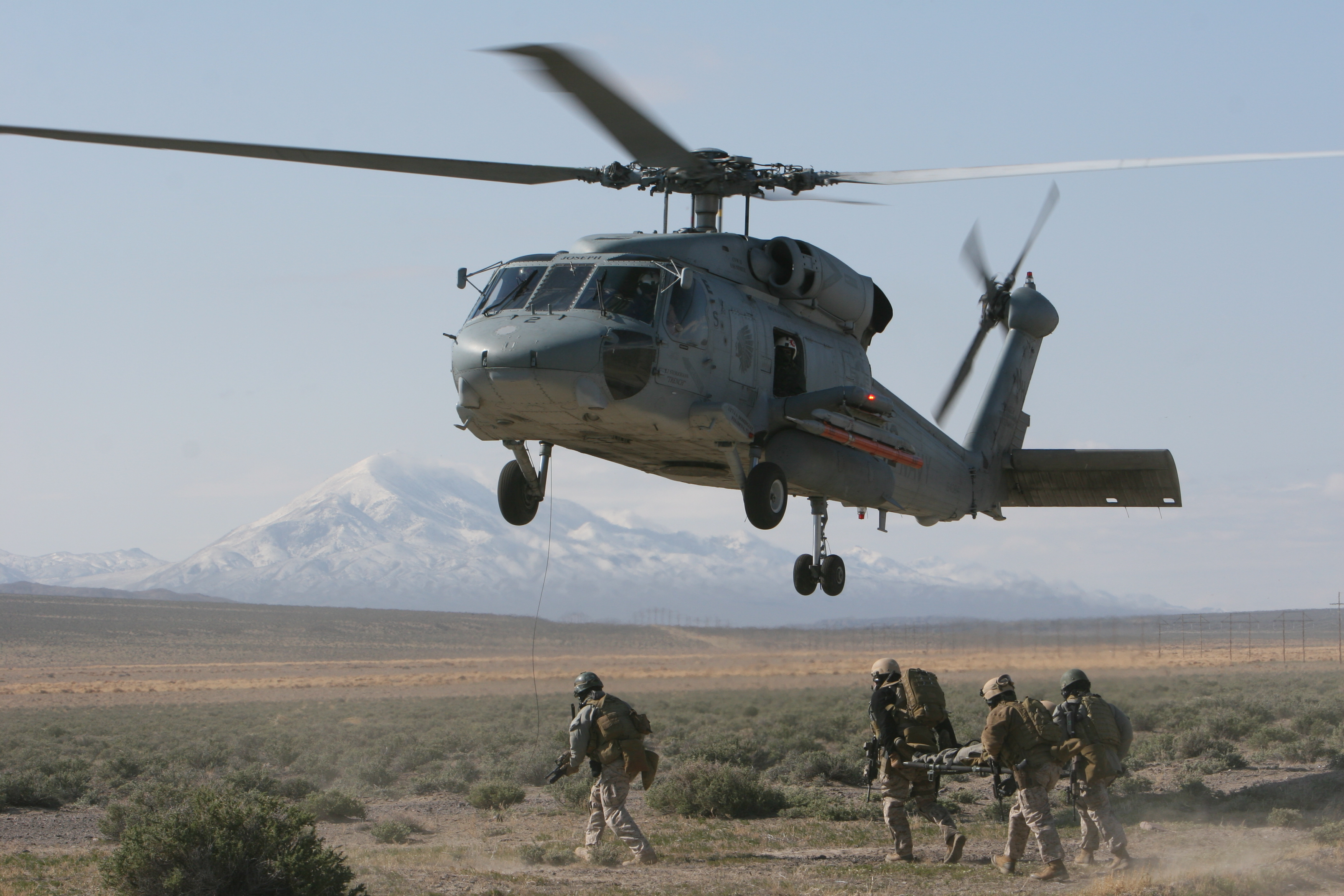
SH-60F搭載美國海軍陸戰隊
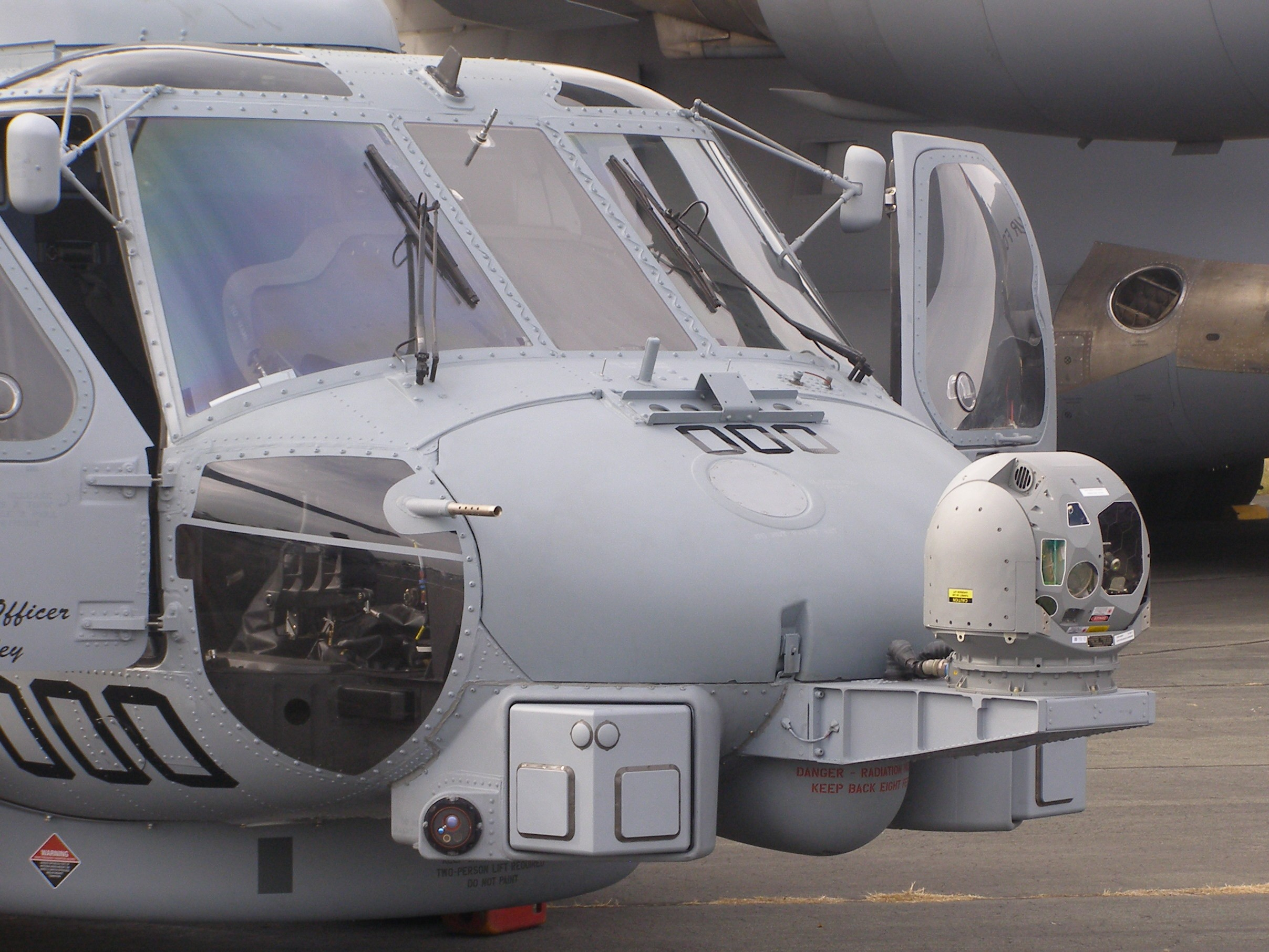
MH-60R的機頭設備
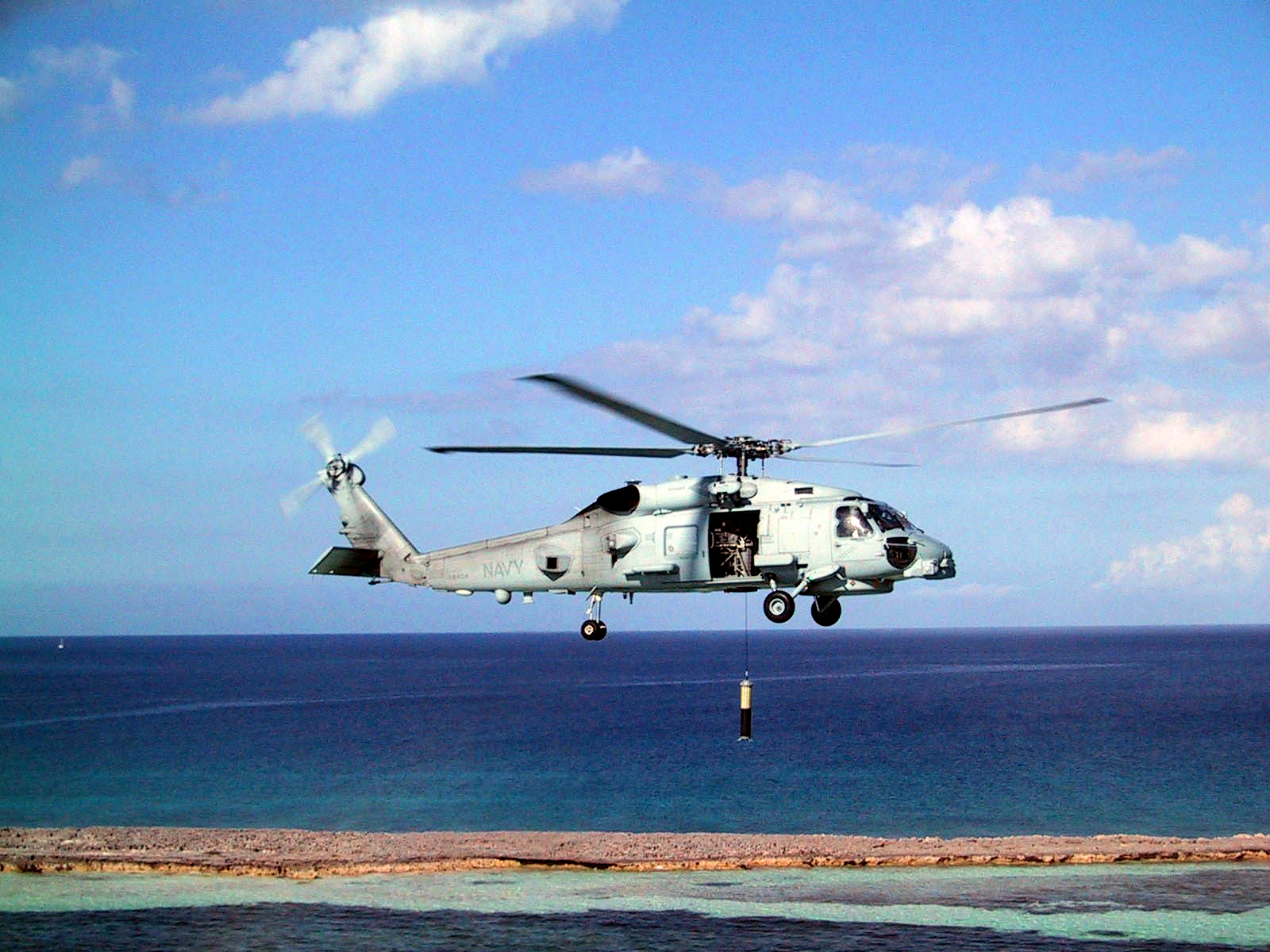
執行反潛作業的MH-60R
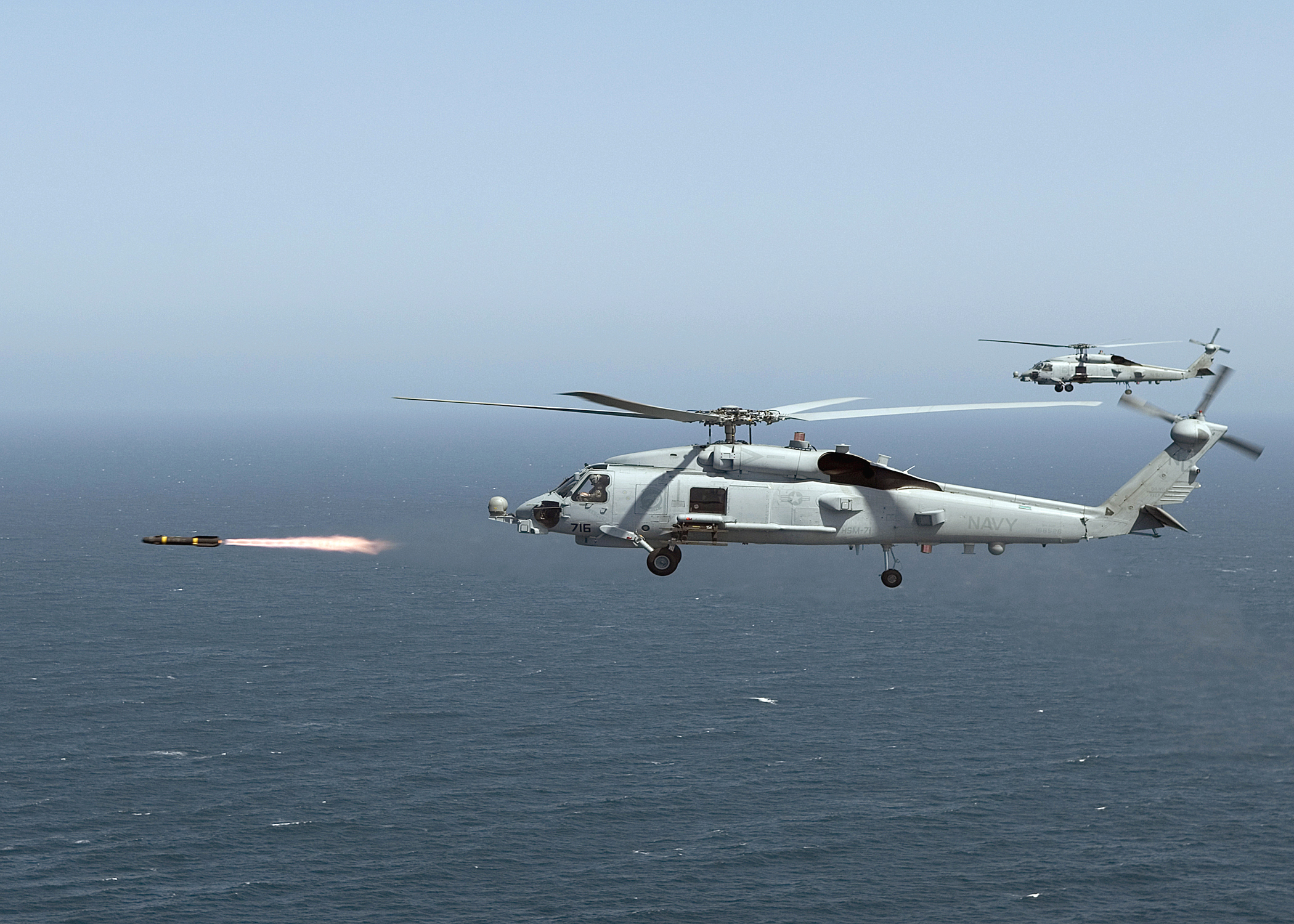
發射AGM-114地獄火飛彈的MH-60R

## 機型
- YSH-60B 海鷹 - 原型機，最後發展成SH-60B，生產5架。[3]
- SH-60B 海鷹 - 美國海軍接收的反潛版本SH-60，使用T-700-GE-401引擎，配備了APS-124對海搜索雷達與ALQ-142電子偵蒐裝置，機身左側艙門處改裝為25管聲納浮標發射器，美國海軍購買181架。[3]
- NSH-60B 海鷹 - 永久用於飛行測試。[3]

SH-60B LAMPS-III系列與UH-60A具有83%零件共通，主要差別是因應海上作業必須的防鹽害腐蝕工法、輸出功率提升的T700渦輪軸發動機、尾輪前移3.96公尺（13英尺）改善海上着艦安全性、電動主旋翼摺疊系統、拆除左側貨艙門改裝25管聲納浮標發射器、增設2具主翼硬點。YSH-60B在1979年12月12日首飛，量產型SB-60B在1983年2月11日首飛，1984年撥交部隊，1985年成軍服役。
SH-60B主要任務是反潛、反水面作戰，負責航空母艦打擊群外圍的潛艦搜索與攻擊任務，主要配置在巡防艦與驅逐艦上，直升機上裝有聲納浮標信號處理器、AN/APS-124對海偵測雷達與AN/ALQ-142電子支援裝置，同時配備AN/SRQ-4雙工資料鍊與AN/ARQ-44雙向資訊傳輸終端機組成海鷹資料鏈（Hawk link），可將相關水上／水下偵測資料與美軍艦艇上的戰鬥系統共享，提升作戰效率。
SH-60B在冷戰期間最顯赫的戰功在1985年，柯茲號巡防艦搭載2架SH-60B在太平洋北西部海域持續定位追擊蘇聯海軍Delta 核子彈道飛彈潛艦長達96小時，也宣告了蘇聯太平洋艦隊潛艦安全活動空間劇減。
- CH-60E - 為美國海軍陸戰隊研發的人員運輸型SH-60，未採用。
- SH-60F 洋鷹 - 1985發表，裝備AQS-13F垂吊式反潛聲納的SH-60，美國海軍購買了76架。[3]
- SH-60J  -日本海上自衛隊根據SH-60B基礎上改進而來，由塞考斯基飛機公司授權三菱重工生產，共生產103架。
- SH-60K  -日本海上自衛隊根據SH-60J改進而來，由三菱重工生產，截至2021年4月共生產71架，預定採購80架。
- SH-60L  -日本海上自衛隊根據SH-60K改進而來，由三菱重工生產，2021年5月首飛[4]，預定採購90架[5]。
- S-70C(M)-1/2 藍鷹 - 中華民國海軍使用版本[6]，以SH-60F機體為基礎並融入SH-60B功能，為結合SH-60F與SH-60B功能的反潛直升機。
  - 希臘海軍版本：S-70B-6 反潛直升機，基於S-70C(M)1/2生產版，但可裝備AGM-119企鵝反艦飛彈。
- SH-60R 海鷹 - 結合SH-60B與SH-60F的功能，並有更好的雷達和聲納。[3]
- YMH-60R 海鷹 - MH-60R的原型機，用 T-700-GE-701C引擎。[3]
- MH-60R 海鷹 -  1993年以「第2批Mark III輕量化艦載升級型」（LAMPS Mark III Block II Upgrade）為代號，由賽考斯基直升機原廠將2架SH-60B進行改裝，升級之後的第1架原型機暫稱為YSH-60R，於1999年12月22日首飛，2001年再撥交美國海軍進行實際飛行測試，稍後，量產型改其型號為MH-60R，以M取代S象徵具備執行多元任務（Multi）的能力。MH-60R沿用與SH-60B/F相同的T-700-GE-401引擎動力系統，但是裝備大幅增加，因此反潛偵測裝備中效能最低的磁異偵測器，在必要時才會安裝[7]。
- NSH-60R 海鷹 - 美國海軍測試版，用T-700-GE-701C引擎。[3]
- CH-60S 海鷹 - UH-60L或SH-60R升級而成用於運貨。[3]
- NSH-60F 海鷹 - SH-60F修改版使用了VH-60N駕駛艙升級計畫。[3]
- HH-60H 海鷹 - 升級SH-60F有攻擊武器和防禦反制系統，主要任務是戰鬥搜索和救援（CSAR）、海軍特種作戰（NSW）和反水面作戰（ASUW）。T-700-GE-401引擎。[3]
- MH-60S 騎士鷹 - 是基於陸軍UH-60L的機身，並具有海軍 SH-60 功能的直升機。主要任務有機空載水雷反制（OAMCM）、戰鬥搜救（CSAR）、特種作戰、運補支援等任務[8]。

## 使用國

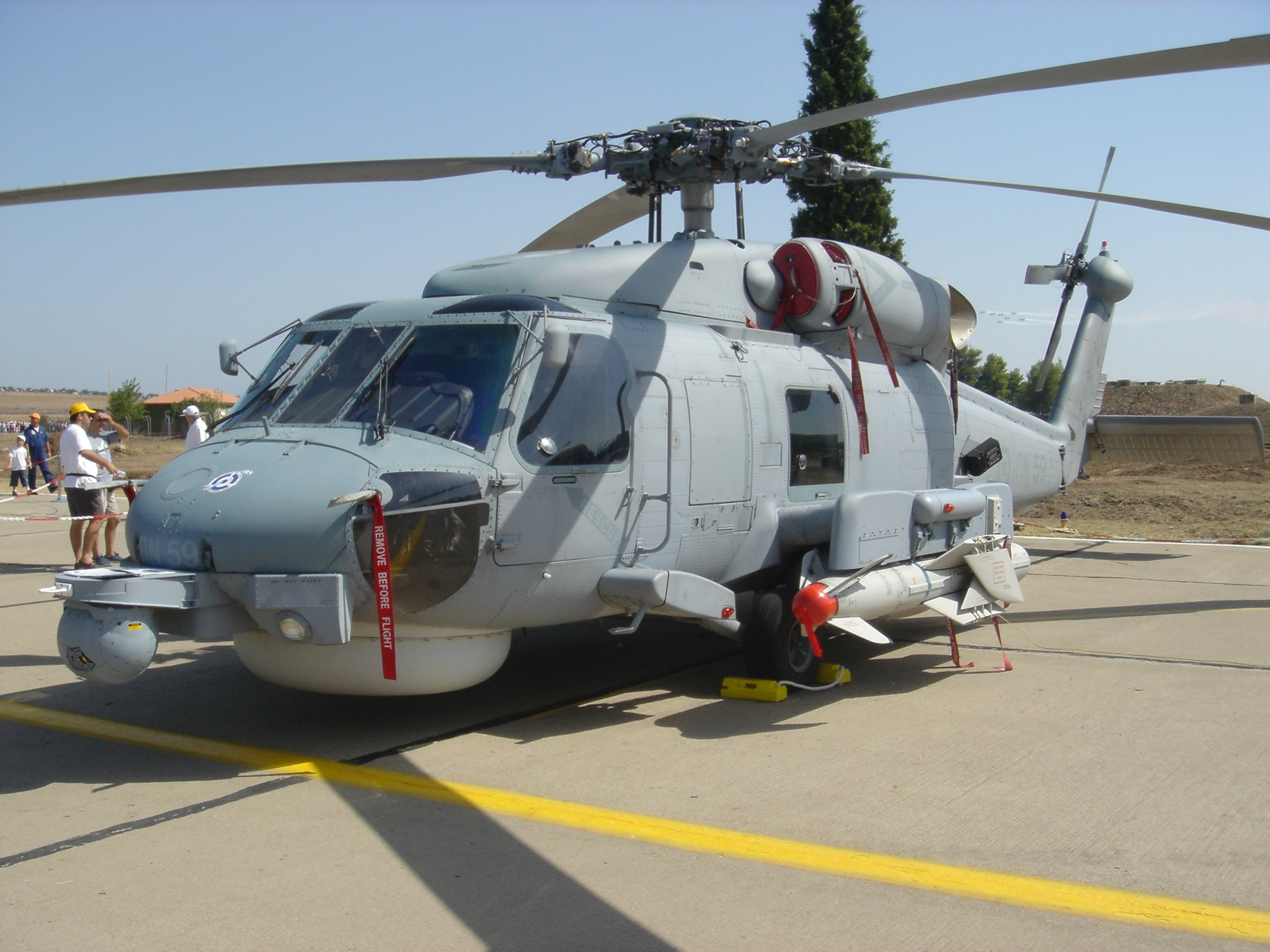
希臘海軍S-70B-6愛琴海鷹式 ，機上搭載企鵝反艦飛彈。

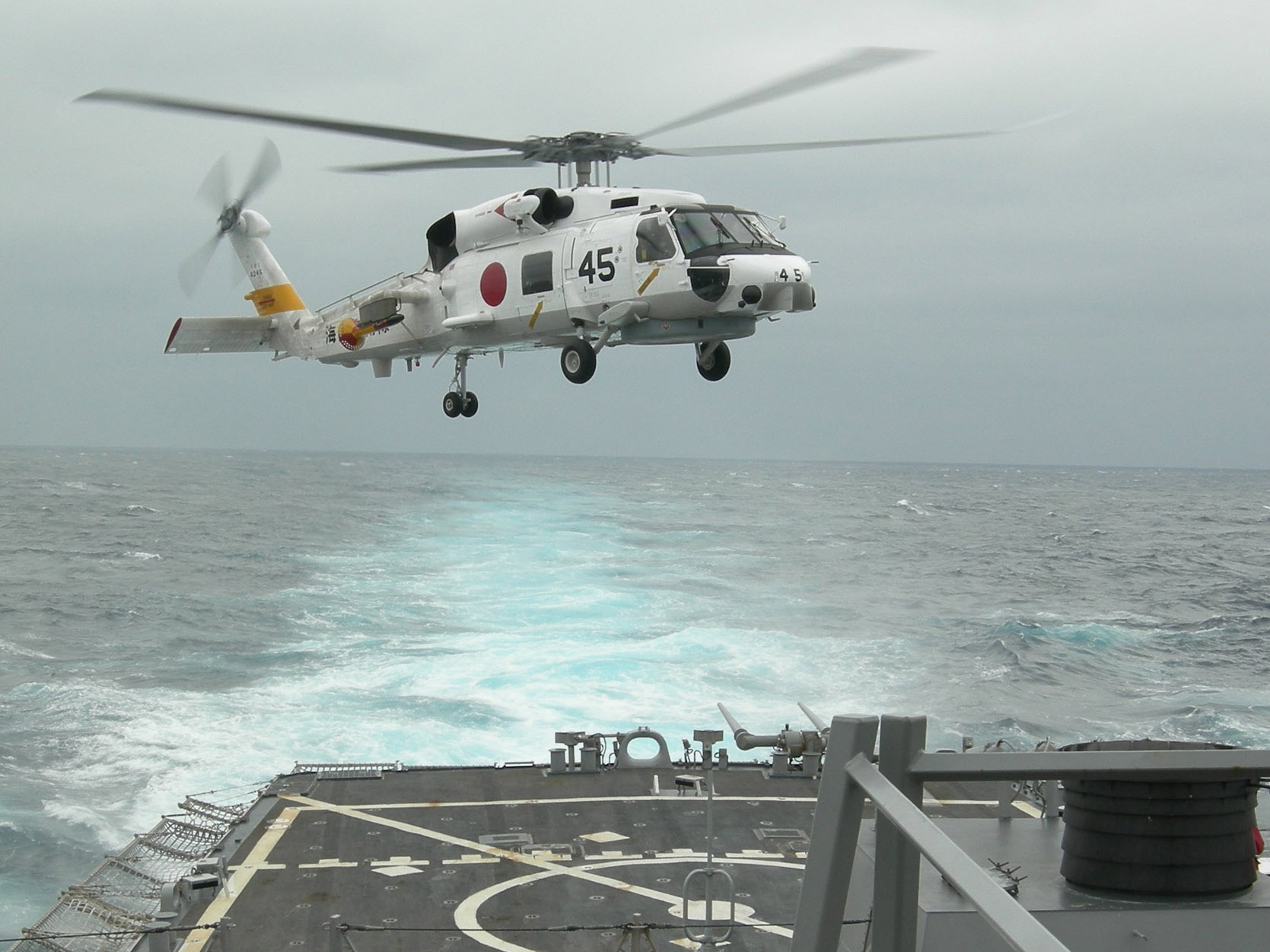
一架日本海上自衛隊SH-60J降落在美國拉塞爾號驅逐艦。

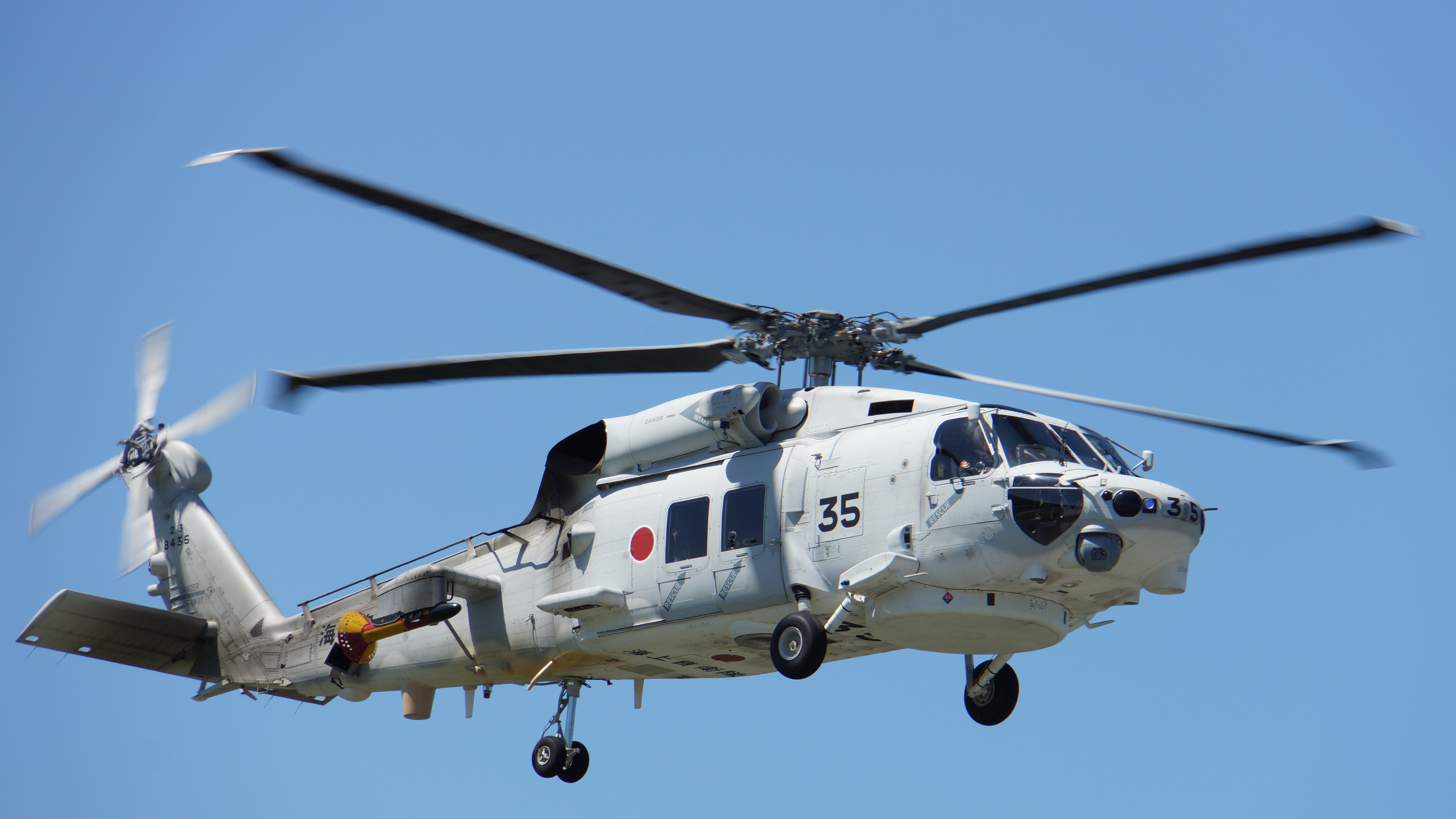
一架日本海上自衛隊SH-60K（編號8435）於舞鶴航空基地，2015年7月26日

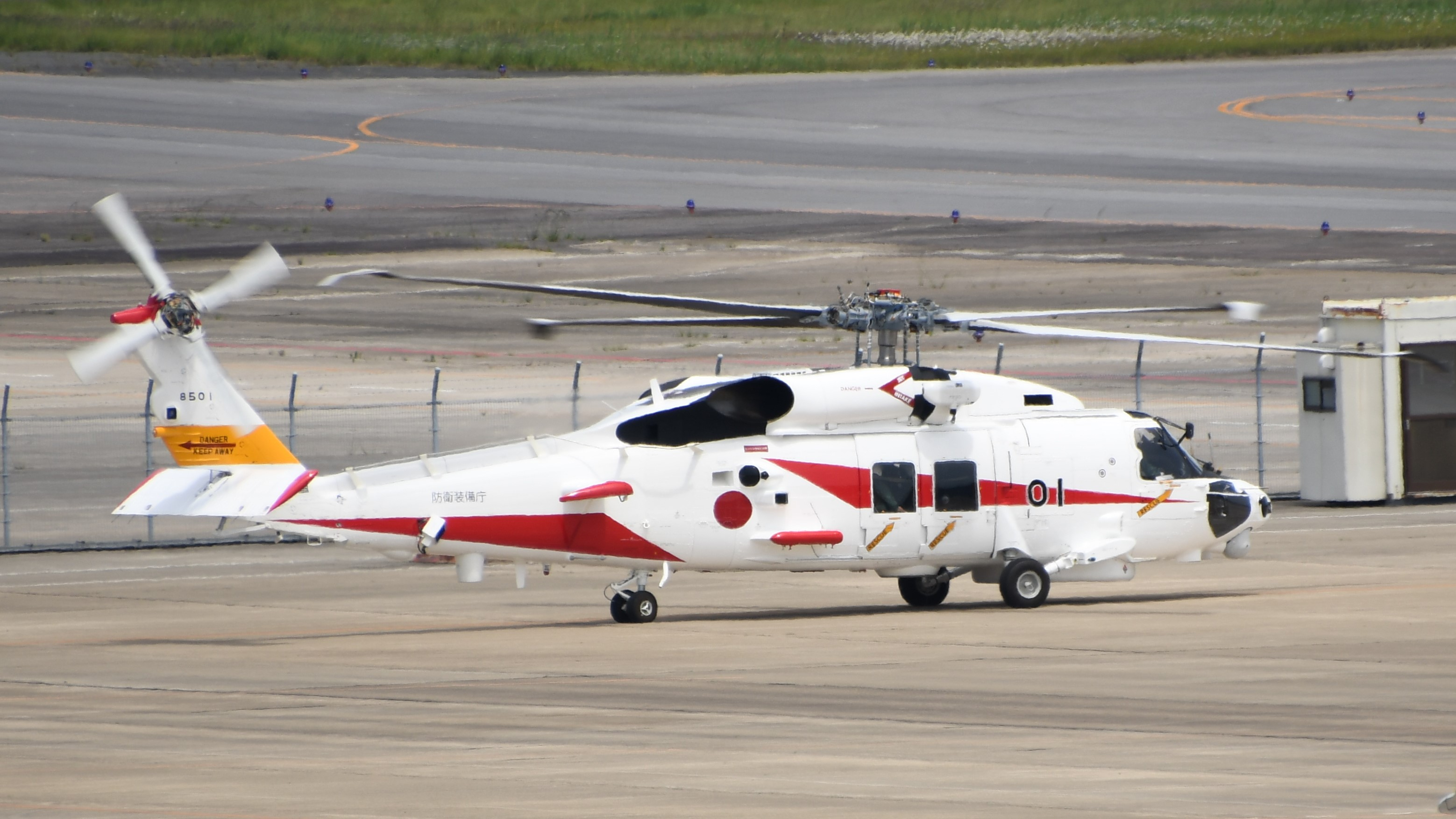
一架日本XSH-60L（編號8501）原型機，於三菱重工業小牧南工場，2021年5月14日

- 澳洲皇家海軍[9]

 巴西
- 巴西海軍[9]

 丹麦
- 丹麥皇家空軍（已訂購9架）[9]

 以色列
- 以色列海軍（已向美國海軍購買8架）[10]

 希腊
- 希臘海軍[9]

 日本
- 參見SH-60J（日语：SH-60J (航空機)）與SH-60K（日语：SH-60K (航空機)）

 沙烏地阿拉伯
- 沙烏地阿拉伯皇家海軍（已訂購10架）[9]

 新加坡
- 新加坡共和國空軍部隊[9]

 西班牙
- 西班牙海軍（12架服役中，至少已2訂購兩架）[9]

 中華民國
- 中華民國海軍[9]

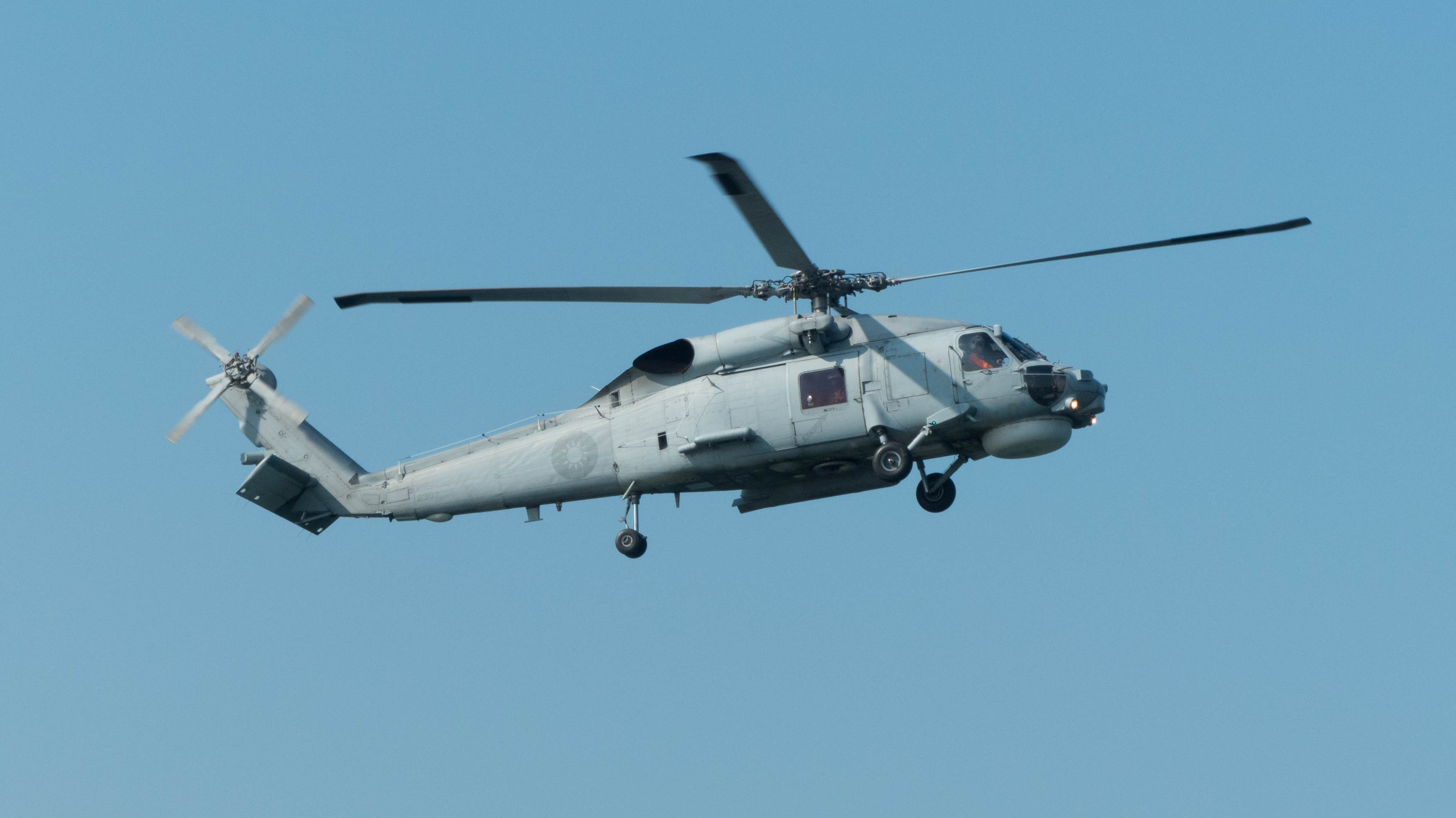
中華民國海軍S-70C(M)1/2。

（採購21架，4架損毀，17架服役中）1980年代忠義計畫神鷹案自美採購S-70C(M)作為反潛用機，2014年因應南海局勢神鷹三號計畫預定採購10架MH-60R反潛直昇機。2022年立法院通過總價台幣340億，數量為12架MH-60R反潛直升機採購案。但美方認為海鷹反潛直升機不符合台海「不對稱作戰」防衛需要，遭拜登政府拒絕出售
2025年3月，據相關軍方人員表示，海軍反潛航空大隊將升級為指揮部，並將對美採購最新型的MH-60R反潛直升機，以強化台灣海軍的反潛能力，全案將在2026年啟動。
 泰國
- 泰國皇家海軍[9]

 土耳其
- 土耳其海军[9]

 美国
- 美國海軍[9]

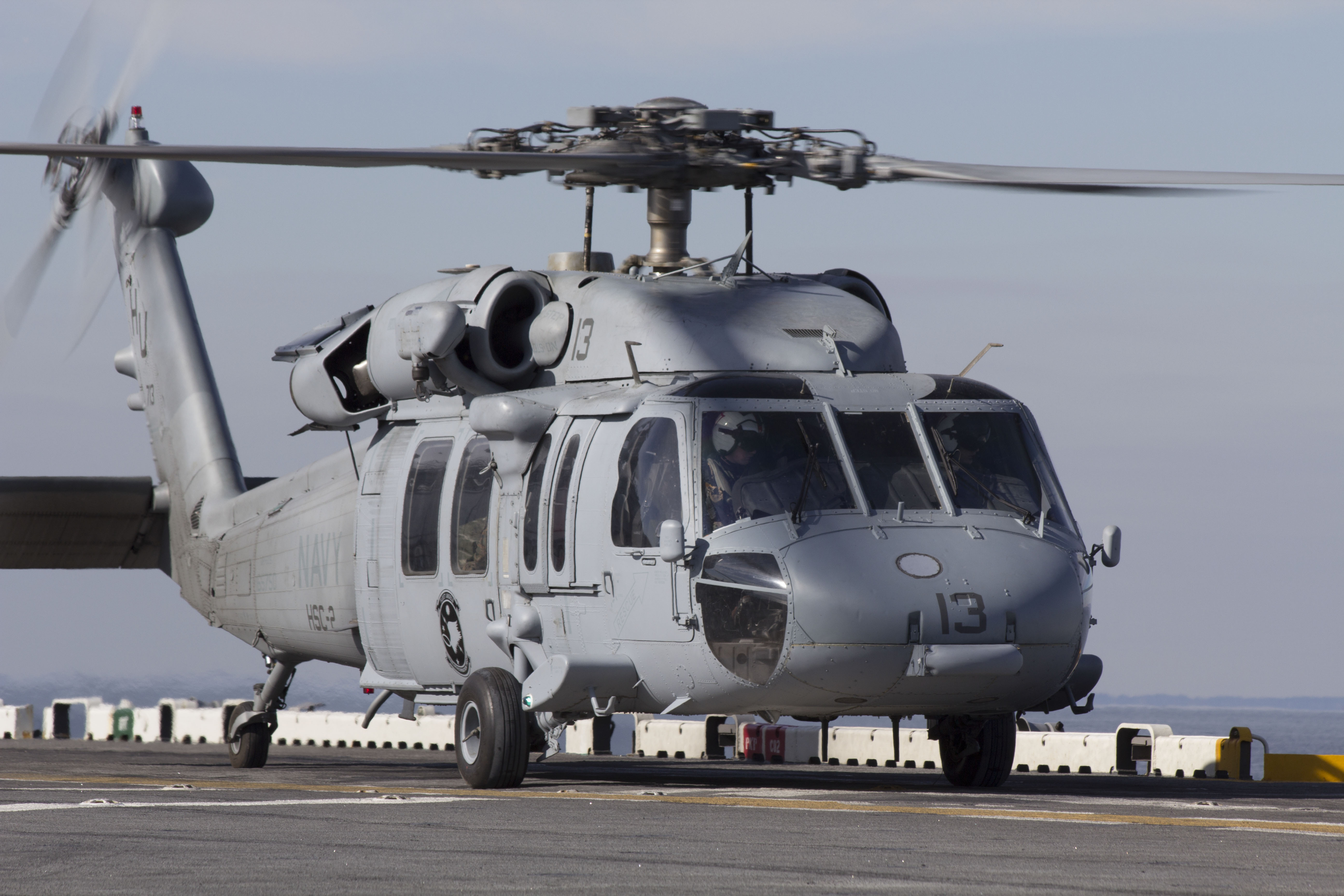
一架MH-60S騎士鷹式在美國黃蜂號兩棲突擊艦飛行甲板上。

- 南韓海軍（「國防新聞」（Defense News）2020年12月17日報導，南韓防衛事業廳（DAPA）宣布，將以8.78億美元（新臺幣252.16億元）的價格，採購12架洛馬集團旗下塞考斯基公司的MH-60R「海鷹」反潛直升機，並計畫在年底前完成簽約儀式[13]）

 印度
- 印度海軍（2019年4月3日，美國向印度出售24架MH-60R的提案，此為印度在2018年向美國提出的採購需求，2020年2月26日正式簽署合約[7]）

 挪威
- 挪威海岸防衛隊（美國國防安全合作局（DSCA）2023年4月26日公告指出，美國國務院已批准向挪威政府軍售6架「MH-60R」海鷹反潛直升機及相關配備[14]）

## 外部連結
- S-70B Seahawk page on Sikorsky.com（页面存档备份，存于）
- SH-60 Seahawk（页面存档备份，存于）